# Голышкино (Можайский район)
Голышкино — деревня в Можайском районе Московской области в составе Порецкого сельского поселения. Численность постоянного населения по Всероссийской переписи 2010 года — 8 человек. До 2006 года Голышкино входило в состав Синичинского сельского округа.
Деревня расположена на западе района, примерно в 14 км к северу от Уваровки, у истока безымянного правого притока Москва-реки, высота центра над уровнем моря 217 м. Ближайшие населённые пункты — Стеблево в 2 км на север и Ширякино в3,5 км на юг.